# Klaus Ludwig
Klaus Ludwig (ur. 5 października 1949 w Bonn) – niemiecki kierowca wyścigowy i komentator telewizyjny.
Jeden z najbardziej utytułowanych niemieckich kierowców, który praktycznie całą swoją karierę spędził w klasie samochodów turystycznych i sportowych. Nigdy nie startował w seriach o otwartym nadwoziu.

## Życiorys
Zaczynał karierę na początku lat 70. w Deutsche Rennsport Meisterschaft jako kierowca Forda. W latach 1975–1976 zajmował drugie miejsce w klasyfikacji końcowej, na tytuł mistrzowski musiał czekać do 1979 roku. W tym samym roku po raz pierwszy triumfował w 24-godzinnym klasyku w Le Mans za kierownicą Porsche 935 zespołu Kremera. W 1981 roku zdobył drugi tytuł mistrza DRM.
W latach 1984–1985 ponownie zwyciężył w 24-godzinnym wyścigu w Le Mans, tym razem prowadząc Porsche 956 zespołu Joest.
W 1988 roku zdobył pierwszy tytuł mistrzowski DTM, będąc jedynym w historii kierowcą Forda, który dokonał takiego wyczynu. W latach 90. startował w barwach Mercedesa, dorzucając dwa kolejne tytuły.
Po likwidacji DTM w 1996 roku wrócił do wyścigów prototypów sportowych. W 1998 roku zdobył tytuł mistrza FIA GT, czym właściwie zakończył bogatą karierę sportową, ale gdy dwa lata później reaktywowano cykl DTM, postanowił wrócić na jeden, ostatni sezon. W jego trakcie zaliczył dwa zwycięstwa na torze Sachsenring, natomiast w klasyfikacji końcowej zajął trzecie miejsce.
Łącznie w trakcie swojej kariery w DTM odniósł 36 zwycięstw. Więcej na koncie ma tylko Bernd Schneider.
W latach 2001–2006 komentował mistrzostwa DTM dla stacji telewizyjnej ARD. W tym okresie miał kontrowersyjne wypowiedzi; faworyzujące kierowców Mercedesa. Od 2007 roku jego miejsce zajął Manuel Reuter.

## Sukcesy
- Zwycięzca 24-godzinnego wyścigu w Le Mans (1979, 1984, 1985)
- Mistrz Deutsche Rennsport Meisterschaft (1979, 1981)
- Mistrz Deutsche Tourenwagen Meisterschaft (1988, 1992, 1994)
- Mistrz FIA GT (1998)